# Magrath
Magrath är en ort i Kanada.   Den ligger i provinsen Alberta, i den södra delen av landet, 2 800 km väster om huvudstaden Ottawa. Magrath ligger 980 meter över havet och antalet invånare är 2 095.
Terrängen runt Magrath är platt. Trakten runt Magrath är nära nog obefolkad, med mindre än två invånare per kvadratkilometer.. Närmaste större samhälle är Raymond, 16,1 km öster om Magrath.
Trakten runt Magrath består till största delen av jordbruksmark.